# Plinthocoelium domingoensis
Plinthocoelium domingoensis là một loài bọ cánh cứng trong họ Cerambycidae.